# Cesare (titolo)
Cesare (latino: Caesar; pronuncia classica o restituta: [ˈkae̯.sar], pronuncia ecclesiastica: [ˈt͡ʃɛ.zar]) è un titolo attribuito ad una persona di dignità imperiale, che trae le sue origini dal cognomen di Gaio Giulio Cesare (Gaius Iulius Caesar).
Nella forma originale il titolo fu in uso nell'Impero romano, nell'Impero bizantino e nell'Impero ottomano (qaysar-ı Rum, "Cesare dei Romei", era uno dei titoli del Sultano). La variante Zar fu invece utilizzata nell'Impero bulgaro (913-1018, 1185-1422 e nella Bulgaria del 1908-1946), nell'Impero russo e in Serbia (1346-1371), mentre in quelli austriaco e tedesco il titolo prese la forma di Kaiser (dal greco Καίσαρ, Kaisar). Nell'uso comune il termine può essere usato come sinonimo di imperatore.

## Impero romano
Il cognomen di Cesare fu trasmesso per adozione dal dictator Gaio Giulio Cesare ad Augusto (Gaius Octavius Thurinus, quindi Gaius Iulius Caesar Octavianus Augustus), primo imperatore, e quindi da questi ai successori ed eredi:
- Tiberio (nato Tiberius Claudius Nero, quindi Tiberius Iulius Caesar Augustus);
- Caligola (Gaius Iulius Caesar Germanicus, quindi Gaius Iulius Caesar Augustus Germanicus);
- Claudio (nato Tiberius Claudius Nero Germanicus, quindi Tiberius Claudius Caesar Augustus Germanicus)
- Nerone (nato Lucius Domitius Aenobarbus, quindi Nero Claudius Caesar Augustus Drusus Germanicus).

Il passaggio del termine 'Cesare', da nome di persona a titolo imperiale, può essere datato all'ascesa al trono di Claudio, che non era membro della famiglia Giulia, o alla fine della dinastia giulio-claudia nel 68/69, il cosiddetto anno dei quattro imperatori, quando anche i successori non dinastici, Galba prima (Servius Sulpicius Galba, quindi Servius Sulpicius Galba Caesar Augustus) e Vespasiano poi (Titus Flavius Vespasianus, quindi Caesar Vespasianus Augustus), presero a portare il cognomen pur senza vantare discendenze familiari con Giulio Cesare. Da quel momento il titolo divenne stabile appellativo degli imperatori romani.
Nel periodo del tardo impero, a partire dalla riforma tetrarchica del 293, il titolo 'Cesare' indicava un co-imperatore, subordinato rispetto all'Augusto, ma suo erede destinato alla successione.

## Impero bizantino
Per diretta prosecuzione dell'uso romano, quello di 'Cesare' (greco: Καίσαρ, Kaisar) fu un titolo bizantino originariamente attribuito al co-imperatore, subordinato però all'Augusto (greco: Σεβαστὀς, Sebastòs, poi reso in Basìleus a partire dal regno di Eraclio), come erede destinato a succedergli.
Quando Alessio I Comneno creò la figura del sebastokrator, il Cesare divenne terzo nella scala gerarchica e scivolò addirittura al quarto posto allorché Manuele I creò il despota.
La forma femminile fu Cesaressa (greco: Καισαρὶσσα, Kaisarìssa).

### Cesari bizantini ricordati
- Davide Tiberio, fu cesare bizantino dal 638 al ?.
- Tervel di Bulgaria, fu cesare bizantino dal 705 al 711.
- Niceforo, fu cesare bizantino fino al 781.
- Bardas, fu cesare bizantino dall'856 all'866.
- Romano I Lecapeno, fu cesare bizantino nel 920.
- Giovanni Ducas, fu cesare bizantino dal 1059 al 1078.
- Niceforo Melisseno, fu cesare bizantino dal 4 aprile al 18 ottobre 1081.
- Niceforo Briennio, fu cesare bizantino dal 1111 al 1137.
- Ranieri di Monferrato, fu cesare bizantino dal 1180 al 1183.
- Giovanni Cantacuzeno, fu cesare bizantino dal 1183 al 1195.
- Alessio Melisseno Strategopulo, fu cesare bizantino dal 1261 al 1271 o 1275.
- Giovanni VI Cantacuzeno, fu cesare bizantino dal 1328 al 1341.